# Keita Tachibana
Keita Tachibana (橘 慶太, Tachibana Keita), né le 16 décembre 1985, est un chanteur japonais. Il fait partie du groupe de J-pop w-inds. et a également débuté, parallèlement à cela, une carrière solo.
Son premier single solo, 道標 (Michishirube) est le premier générique de fin de l'anime Katei Kyōshi Hitman Reborn!.

## Discographie

### Album
- Koe (29 novembre 2006)

### Singles
- Michishirube (18 octobre 2006)
- Friend (2 mai 2007)